# Фјодор Алексејев
Фјодор Јаковљевич Алексејев (рус. Фёдор Яковлевич Алексеев; око 1753 — 23. новембар 1824) је био руски сликар пејзажа.
После основних студија у Санкт Петербургу и њеној академији уметности, он проводи три године у Венецији студирајући радове познатих француских и италијанских сликара пејзажа.
Враћајући се у Санкт Петербург на даљи рад, његова популарност почиње временом да поприлично расте. Године 1800. тадашњи цар Русије наручује серију слика за Москву од њега.